# Kameni, Andrușivka
Kameni (în ucraineană Камені) este localitatea de reședință a comunei Kameni din raionul Andrușivka, regiunea Jîtomîr, Ucraina.

## Demografie
Componența lingvistică a localității Kameni
     Ucraineană (98,35%)
     Rusă (1,65%)
Conform recensământului din 2001, majoritatea populației localității Kameni era vorbitoare de ucraineană (98,35%), existând în minoritate și vorbitori de rusă (1,65%).